# Stigmatopteris lechleri
Stigmatopteris lechleri är en träjonväxtart som först beskrevs av Georg Heinrich Mettenius, och fick sitt nu gällande namn av Carl Frederik Albert Christensen. Stigmatopteris lechleri ingår i släktet Stigmatopteris och familjen Dryopteridaceae. Inga underarter finns listade.